# آکدیا ولی، آلبرتا
اکادیا والی، البرتا (به انگلیسی: Acadia Valley, Alberta) در کانادا است که در آلبرتا واقع شده‌است.

## خصوصیات
اکادیا والی ۰٫۴۸ کیلومترمربع مساحت و ۱۴۰ نفر جمعیت دارد و ۷۱۶ متر بالاتر از سطح دریا واقع شده‌است.